# Torbalı (district)
Torbalı is een Turks district in de provincie İzmir en telt 119.506 inwoners (2007). Het district heeft een oppervlakte van 565,28 km².
De bevolkingsontwikkeling van het district is weergegeven in onderstaande tabel.
| 1997   | 2000   | 2007    |
| ------ | ------ | ------- |
| 79.530 | 93.216 | 119.506 |

Vlak bij de gelijknamige stad liggen de ruïnes van de antieke stad Metropolis (Anatolië), met onder meer een antiek theater, een agora en thermen.
Aliağa · Balçova · Bayraklı · Bayındır · Bergama · Beydağ · Bornova · Buca · Çeşme · Çiğli · Dikili · Foça · Gaziemir · Güzelbahçe · Karabağlar · Karaburun · Karşıyaka · Kemalpaşa · Kınık · Kiraz · Konak · Menderes · Menemen · Narlıdere · Ödemiş · Seferihisar · Selçuk · Tire · Torbalı · Urla